# Río Esva
El río Esva es un río costero del norte de la península ibérica que discurre por el noroccidente de Asturias (España).

## Toponimia
Parece ser que su nombre es de origen indoeuropeo, como indica Xosé Lluis García Arias en su libro "Pueblos asturianos: el porqué de sus nombres": sobre la raíz *EIS 'veloz' se habría formado eiso-ua. Su nombre figura en un documento del año 1085 como río Esve. 

## Curso
El Esva nace de la confluencia de los ríos Bárcena y Grande de Calleras, al norte del municipio de Tineo, en las inmediaciones de la aldea de Ese de Calleras situada en el llamado Valle del Ese.
En Tineo se le conoce igualmente por río Ese debido a que forma un gran meandro inmediato a su nacimiento[cita requerida] y recibe por su margen izquierdo las aguas de los ríos Navelgas y Navaral antes de adentrarse en el municipio de Valdés. En este municipio atraviesa, entre otras, las poblaciones de Paredes, Trevías y Canero y desemboca en la playa de Cueva, en el Mar Cantábrico. 
Su caudal medio anual es de 10,65 metros cúbicos por segundo, alcanzando máximos y mínimos diarios de 179 y 1,54 metros cúbicos por segundo, respectivamente.
Sobre él se enclavan las llamadas Hoces del Esva, espacio natural declarado de especial protección europea y de gran belleza natural.

## Fauna
De gran riqueza piscícola, alberga la mayor población de nutrias de Europa.[cita requerida] Según muestreos de pesca eléctrica acometidos entre los años 1997 y 2019, referencias bibliográficas y comunicaciones orales fidedignas, en el río Esva se han detectado especímenes de  anguila, lubina, salmón, corcón y platija.